# 手塚山高等学校
もしかして
- 帝塚山高等学校

ではありませんか？